# 埃萊什基爾特

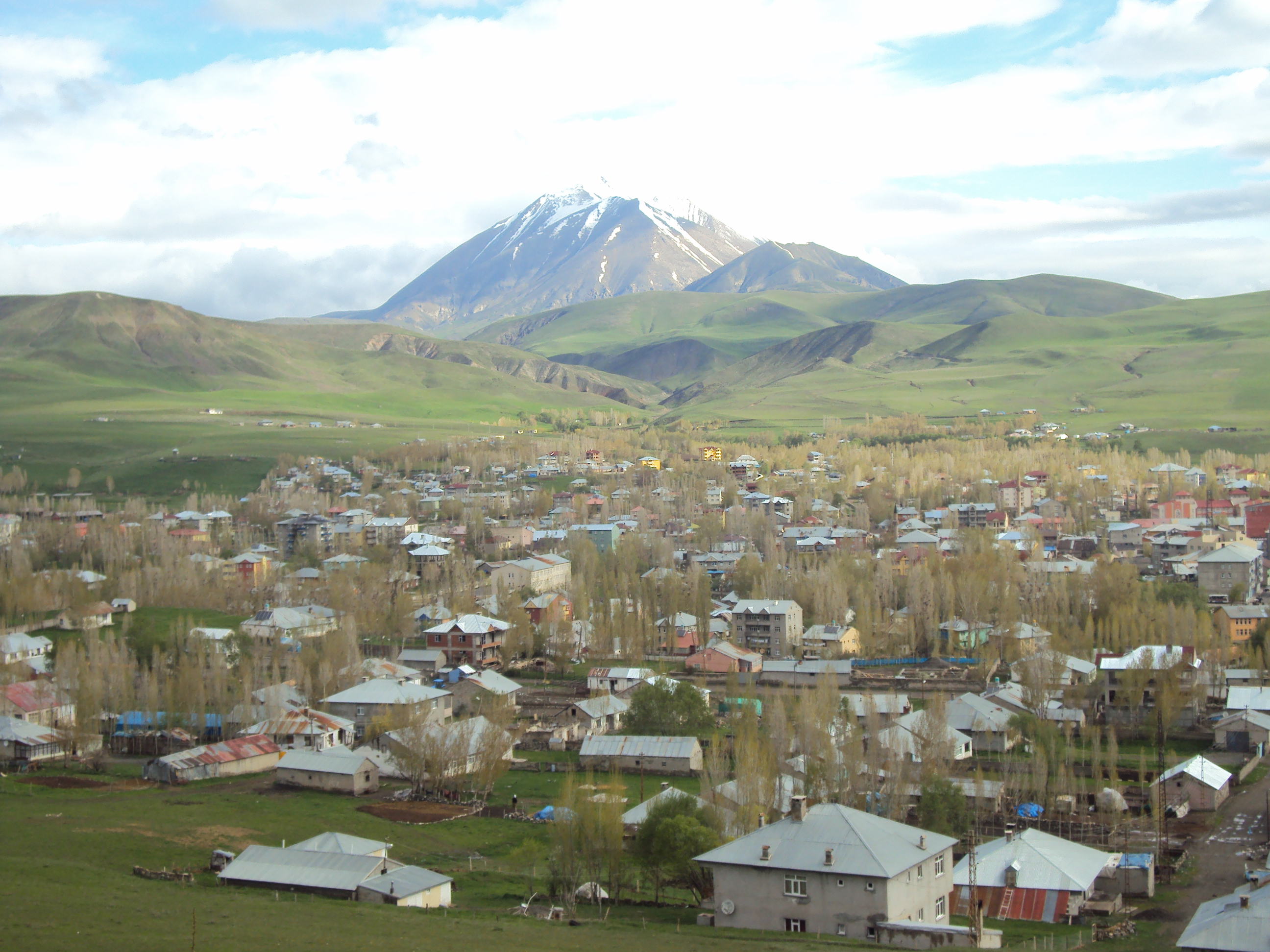
埃萊什基爾特

埃萊什基爾特是土耳其的城鎮，由阿勒省負責管轄，位於該國東部，面積1,545平方公里，海拔高度1,840米，2011年人口11,005，大部分居民是庫爾德人。